# Krzucz
Krzucz – wieś w Polsce położona w województwie łódzkim, w powiecie łaskim, w gminie Łask.
W latach 1975–1998 miejscowość administracyjnie należała do województwa sieradzkiego.
W 1943 Niemcy wprowadzili nazwę okupacyjną Kshutsch.